# Helga Kutz-Bauer
Helga Kutz-Bauer (geb. Helga Bauer; * 21. August 1939 in Königsberg/Ostpreußen) ist eine deutsche Soziologin, Sozialhistorikerin, Politikerin der SPD und Autorin.

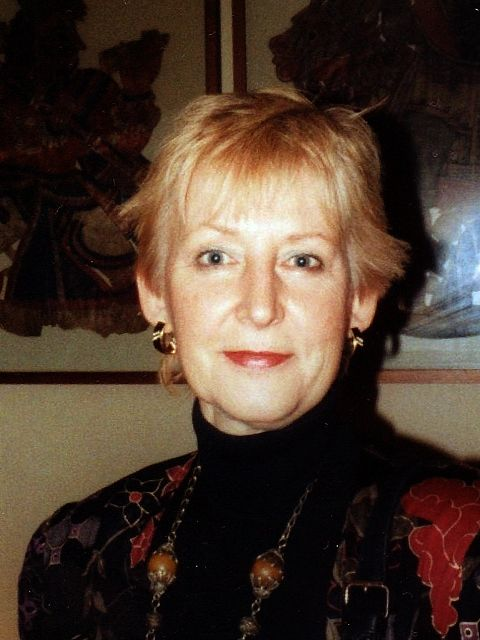
Helga Kutz-Bauer um 1990

## Werdegang und Leben
Helga Bauer wurde 1939 in Königsberg (Ostpreußen) geboren. Nach der Flucht lebte sie mit der Mutter und dem Bruder in Niedersachsen. Der Vater wird seit 1945 vermisst. Sie absolvierte in Hannover eine Lehre als Industriekauffrau. Danach erwarb sie durch Abendkurse das Handelskammerdiplom für Wirtschaftsenglisch und arbeitete ein Jahr als Exportsekretärin in der Uhrenfabrik Yema in Besançon. 1966 legte sie das Abitur am Abendgymnasium Hannover ab, anschließend begann sie ein Studium der Soziologie und Wirtschafts- und Sozialgeschichte an der Universität Hamburg. 1971 schloss sie dieses als Diplom-Soziologin ab.
Sie heiratete Martin Kutz, es folgte die Geburt eines Sohnes. 1988 Promotion zur „Dr. phil.“ mit einer Arbeit über die Arbeiterbewegung in Hamburg unter dem Sozialistengesetz.

## Politik
Kutz-Bauer wurde 1960 Mitglied der SPD. 1966 trat sie in den Sozialdemokratischen Hochschulbund (SHB) ein und war AStA-Vorsitzende im Sommersemester 1967. Sie war mehrere Semester lang Mitglied des Studentenparlaments.
Von 1970 bis 1974 war sie Mitglied der Bezirksversammlung Eimsbüttel und von 1971 bis 1980 Mitglied des Landesvorstands der SPD Hamburg. Von 1974 bis 1978 gehörte sie der Hamburgischen Bürgerschaft an.
Gemeinsam mit der CDU-Politikerin Birgit Breuel initiierte Kutz-Bauer 1976 eine parteiübergreifende Konferenz von 15 weiblichen Bürgerschaftsabgeordneten. Sieben von ihnen gehörten der SPD an, fünf der CDU und drei der FDP. Die Politikerinnen gründeten die „Aktionsgemeinschaft gegen die Benachteiligung der Frau in Familie, Politik und Gesellschaft“. Als erstes brachten die Politikerinnen im Parlament eine Anfrage zur Neuregelung des Paragraphen 218 zur Sprache und fragten unter anderem ob es richtig sei, dass die Beratungen in der Hamburger Gutachterstelle für Schwangerschaftsabbruch zum Teil bei offenen Türen stattfänden. Es folgten eine Reihe ähnlicher Initiativen.
Von 1985 bis 2003 leitete Kutz-Bauer die Landeszentrale für politische Bildung Hamburg. 2003 bis 2014 war sie Vorsitzende der Arbeitsgemeinschaft ehemals verfolgter Sozialdemokraten Hamburg (AvS).

## Publikationen

### Belletristik
- Königsberger Schnittmuster. Von Glück und Not (1807–1923). Sozialhistorischer Roman. Würzburg 2008
- Königsberger Kreuzwege. Von glücklichen Tagen und schrecklichen Zeiten (1923-1945). Sozialhistorischer Roman. Würzburg 2008
- Rathausbau, Handwerk und Arbeiterschaft. Hamburg 1997

### Wissenschaftliche Publikationen
- Arbeiterschaft, Arbeiterbewegung und bürgerlicher Staat in der Zeit der Großen Depression : eine regional- und sozialgeschichtliche Studie zur Geschichte der Arbeiterbewegung im Großraum Hamburg 1873 bis 1890, Bonn 1988. 464 S.
- Drei Türme, die nicht fallen, in: Wappenmappe der Bundeszentrale für politische Bildung.
- Was heißt frauenspezifisches Lernen und Handeln? Politische Bildung als Männerdiskurs und Männerdomäne. Aus Politik und Zeitgeschichte. Beilage zur Wochenzeitung das Parlament. B 25–26/1992. S. 19–31.
- Einführung und Interview in: Grolle, I. u. Bake, R. "Ich habe Jonglieren mit drei Bällen geübt". Frauen in der Hamburgischen Bürgerschaft 1946 bis 1993. Hrsg. von der Landeszentrale für politische Bildung.
- Freie und Hansestadt Hamburg. Stadt der Superlative; In: Hans-Georg Wehling (Hrsg.): Die Deutschen Länder. Geschichte – Politik – Wirtschaft. Opladen 2002, ISBN 3-8100-3229-8.
- mit Gerhard Fuchs: Kommunalpolitik in Hamburg, in: Wehling/Kost, Kommunalpolitik in der Bundesrepublik, VS Verlag 2003.
- Hamburg, das Zentrum der deutschen Arbeiterbewegung (1863–1890), in: Alles für Hamburg. Die Geschichte der Hamburger SPD von den Anfängen bis 2007, Hamburg 2008.
- „Wer kann wiedergutmachen...? Wir können nur entschädigen am Lebenden...“ Einführung in: Arbeitsgemeinschaft der ehemals verfolgten Sozialdemokraten (Avs) (Hrsg.) „Dass die Frage der Wiedergutmachung zu einem öffentlichen Skandal geworden ist“. Zur Tätigkeit der ehemals verfolgten Sozialdemokraten 1945 – 2005. Hamburg 2008 (auch als PDF-Datei (2,52 MiB) verfügbar)
- Susanne Hensse/Helga Kutz-Bauer: Drei Pfeile in der Kulmer Gasse. Hamburg-Bamberger Erinnerungen einer Hamburger Sozialdemokratin, Hamburg 2011, ISBN 978-3-929728-61-3.
- Helga Kutz-Bauer/Max Raloff: Aufstieg durch Bildung. Eine sozialdemokratische Erfolgsgeschichte. 2012 Friedrich-Ebert-Stiftung, Reihe Gesprächskreis Geschichte, Heft 94, ISBN 978-3-864-980-54-1.
- Helga Kutz-Bauer/Holger Martens: Verfolgung als politische Erfahrung. Hamburger Sozialdemokraten nach 1945. Hemburg 2013, ISBN 978-3-929728-76-7.